# Borat: Podpatrzone w Ameryce, aby Kazachstan rósł w siłę, a ludzie żyli dostatniej
Borat: Podpatrzone w Ameryce, aby Kazachstan rósł w siłę, a ludzie żyli dostatniej (w skrócie Borat) – amerykański satyryczny mockument z 2006 roku w reżyserii Larry’ego Charlesa. Film bazuje na postaci tytułowego Borata stworzonej przez brytyjskiego aktora Sachę Barona Cohena na potrzeby programu Da Ali G Show. Duża część filmu jest improwizowana i zawiera prawdziwe reakcje ludzi.
Film otrzymał nominację do Oscara w kategorii najlepszy scenariusz adaptowany. W 2020 roku ukazała się kontynuacja, zatytułowana Kolejny film o Boracie: Tłusta łapówka dla amerykańskiego reżimu, by naród kazachski znów być wielki.

## Opis fabuły

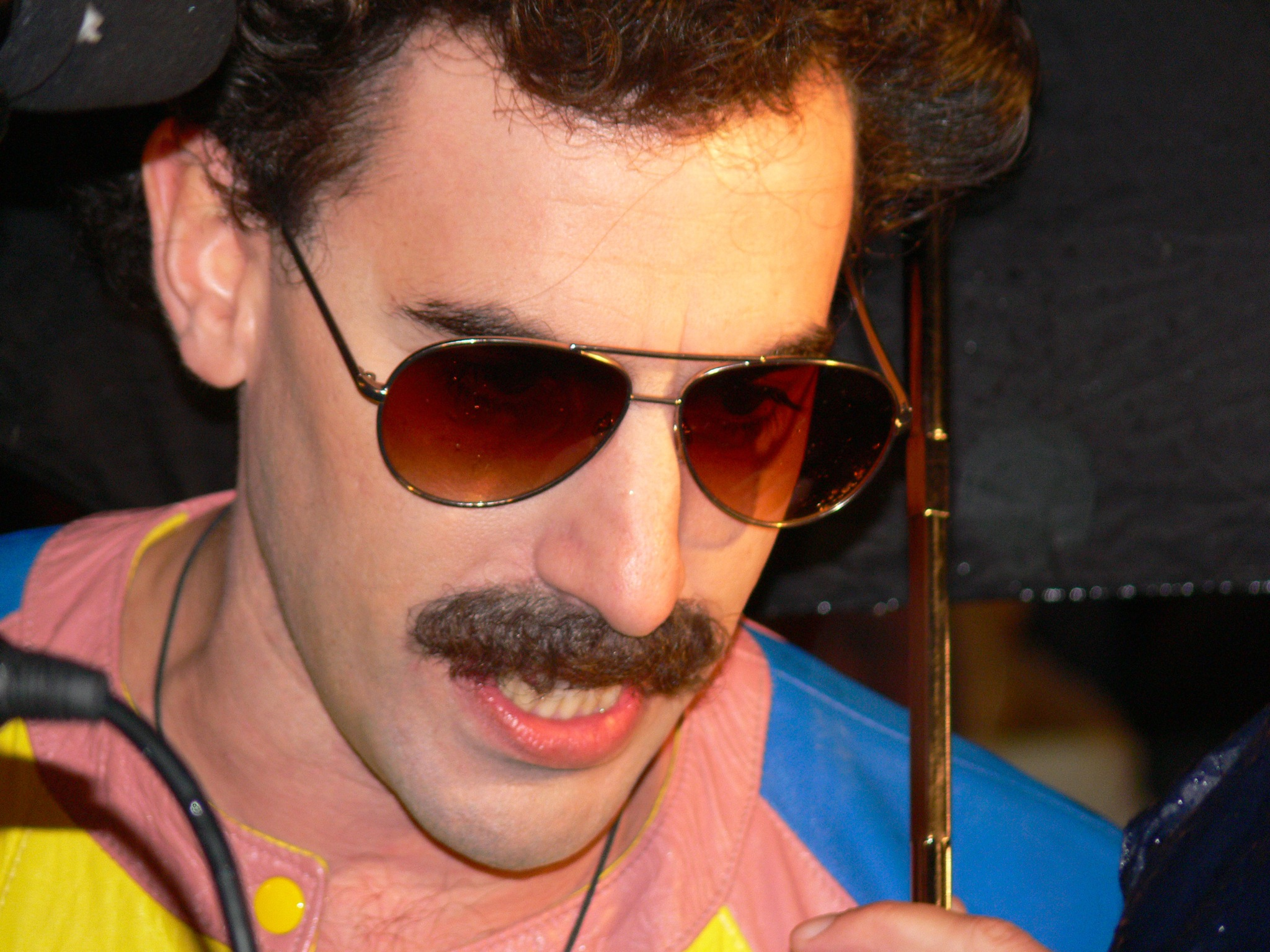
Sacha Baron Cohen jako Borat podczas premiery swojego filmu na Leicester Square w Londynie, 25 października 2006

Film jest oparty na żywiołowym popisie brytyjskiego komika Sachy Barona Cohena, w którym
w formie parodii filmu dokumentalnego przedstawiono Borata Sagdijewa, dziennikarza kazachskiej państwowej telewizji, który w celu poprawy losu swojego narodu chce w Ameryce zasięgnąć wiedzy o kulturze amerykańskiej. Wyrusza on ze swej wioski w Kazachstanie do Ameryki, aby zrobić film dokumentalny o tym kraju.
Podczas oglądania jednego z odcinków Słonecznego patrolu zakochuje się w grającej w nim Pameli Anderson. Zakochany Borat Sagdijew wybiera się do Kalifornii, gdzie ma nadzieję spotkać swoją ukochaną i poślubić ją.

## Realizacja filmu
Sceny z Kazachstanu nakręcono w rumuńskiej wsi Glod w okręgu Dymbowica, stąd Kazachowie mówią po cygańsku i rumuńsku, oprócz Borata, który używa hebrajskiego i polskiego. Hebrajski występuje też w scenie tradycyjnego polowania na Żydów.

## Kontrowersje
Film wywołał kontrowersje, a władze Kazachstanu rozważały nawet podanie twórców komedii do sądu za znieważenie ich ojczyzny. Film nie był zakazany w Kazachstanie, ale rząd tego kraju poprosił o jego nierozpowszechnianie. Nie przeszkodziło to kazachskiemu dziennikowi Karavan w przyznaniu filmowi tytułu filmu roku i skrytykowaniu przy tym urzędników rządowych za brak poczucia humoru.

## Zdjęcia
Zdjęcia do filmu realizowane były na terenie Rumunii, amerykańskich stanów Massachusetts, Karolina Południowa, Wirginia, Maryland, Nowy Jork, Teksas, Alabama, Georgia i Kalifornia oraz w mieście Waszyngton.